# Perciana meeki
Perciana meeki är en fjärilsart som beskrevs av Bethune-Baker 1906. Perciana meeki ingår i släktet Perciana och familjen nattflyn. Inga underarter finns listade i Catalogue of Life.